# Друга гимназија (Сарајево)
Године 1905. у Сарајеву је основана „Мала реалка“, која је сљедеће године добила још један разред и постала „Велика реалка“. Након Првог свјетског рата постаје „Друга мушка реална гимназија“. Током Другог свјетског рата зграда гимназија бива уништена, а нова зграда у Сутјеској 1 је изграђена 1959. Реформом школства и увођењем усмјереног образовања у СФРЈ, Друга гимназија постаје Математичко-информатичка гимназија „Огњен Прица“.

## Познати ученици
Многе познате личности из света науке, културе и јавног живота су ишле у ову школу.
Списак познатих ученика Друге гимназије:
- Неле Карајлић, музичар
- Емир Кустурица, редитељ
- Здравко Чолић, пјевач
- Бранко Ђурић Ђуро, музичар
- Младен Војичић Тифа, пјевач
- Мирко Срдић (Елвис Ј. Куртовић), музичар
- Давор Сучић, музичар
- Златко Топчић, писац
- Срђан Вулетић, редитељ
- Слободан Принцип Сељо, револуционар и народни херој Југославије
- Огњен Прица, професор математике, револуционар и народни херој Југославије
- Бориша Ковачевић Шћепан, револуционар и народни херој Југославије
- Бранко Шурбат Бане, револуционар и народни херој Југославије
- Енес Орман, револуционар и народни херој Југославије
- Миљенко Цвитковић, револуционар и народни херој Југославије
- Миладин Радојевић, револуционар и народни херој Југославије
- Методије Остојић, епископ Српске православне цркве